# Santiago Solari
Santiago Solari, sinh ngày 7 tháng 10 năm 1976 là cựu cầu thủ bóng đá quốc tế người Argentina, chơi ở vị trí tiền vệ trái. Công việc gần nhất là huấn luyện viên của Real Madrid.
Ông dành phần lớn thời gian của sự nghiệp cầu thủ thi đấu tại Tây Ban Nha, với tổng cộng 177 trận thi đấu cho Real Madrid, ghi được 17 bàn thắng. Ngoài ra ông còn có thời gian thi đấu cho CLB Inter Milan của Italia. Ông giành được tổng cộng 13 danh hiệu với 2 CLB này.
Solari bắt đầu sự nghiệp huấn luyện năm 2013, trải qua nhiều cấp độ khác nhau tại CLB Real Madrid.
Ngày 29/10/2018, Solari được bổ nhiệm làm luấn luyện viên của Real Madrid thay thế cho Julen Lopetegui.
Ngày 12/3/2019, Solari bị Real Madrid sa thải, sau khi để thua 1-4 khó tin trước Ajax tại vòng 16 đội UEFA Champions League 2018/19. Thay  thế ông chính là huấn luyện viên mùa giải trước đó, Zinédine Zidane.